# Rhyacia roseoflava
Rhyacia roseoflava là một loài bướm đêm trong họ Noctuidae.